# Valdeprados
Valdeprados er en by og kommune i det centrale Spanien i provinsen Segovia. Den har et indbyggertal på 60 (2024) indbyggere.